# Ultima (Computerspielreihe)
Ultima ist eine Serie von Fantasy-Computer-Rollenspielen des Spieleentwicklers Richard Garriott.

## Spielwelt
Die Spiele der Ultima-Reihe spielen in der fiktiven Welt Britannia. Diese erinnert an ein mittelalterliches Europa, das mit Fantasy-Elementen angereichert wurde. Garriott hatte als Mitglied der Society for Creative Anachronism einen engen Bezug zum Mittelalter und ließ sich darüber hinaus durch Tolkiens Herrn der Ringe sowie die Dungeons-&-Dragons-Spielwelt inspirieren. Ein auffälliges Element der Spielwelt war die untergeordnete Rolle von Religion; Denken und Handeln der in der Spielwelt lebenden Figuren wurden durch humanistische Prinzipien bestimmt.

## Entwicklungsgeschichte
Die frühen Ultima-Teile erschienen bereits in den 1980er-Jahren. Ab Teil drei wurden sie von Garriotts eigener Firma Origin Systems, Inc. vertrieben, bzw. ab der Übernahme des Unternehmens 1992 von Electronic Arts. Die ersten sieben Teile der Serie gelten als Klassiker der Computerspielgeschichte.
Frühe Teile der Serie (bis Teil fünf) wurden auf dem Apple II entwickelt und für die wichtigsten zur jeweiligen Zeit verbreiteten Heimcomputer und Spielkonsolen herausgegeben (v. a. Apple II, Atari 8-bit, Commodore 64/128, Amiga, Atari ST, Macintosh bzw. „Mac“, IBM PC und Kompatibel mit DOS, FM Towns, Nintendo, Sega Master System), die späteren Spiele (ab Teil sechs) wurden für PCs entwickelt und erschienen meist auch nur noch für diese, in Japan teilweise auch noch für Spielkonsolen wie dem SNES. Ultima VII (Teil 1), Ultima VIII und Ultima IX erschienen auch auf Deutsch und Französisch. Die älteren Teile wurden nur in englischer und teilweise in japanischer Sprache veröffentlicht. Nur Ultima IX wurde für Windows programmiert.
Ultima IV verlangte vom Spieler die Orientierung an ethischen Normen und ist innerhalb der Spielereihe der Favorit von Richard Garriott selbst. Auch die Teile fünf und sechs, die gemeinsam mit Ultima IV eine Trilogie bilden und die moralischen Regeln, die den vierten Teil geprägt hatten, ihrerseits selbst in Frage stellen und problematisieren, gelten bis heute als Klassiker. Seit Ultima VI, das erstmals VGA unterstützte, wurde die Grafik der Spiele stark verbessert.
Die Handlung von Ultima VII, das eine neue Trilogie eröffnete, war derart komplex und umfangreich, dass das Spiel in zwei Teilen erschien. Nach Ansicht von Fans und Kritikern markierte Ultima VII den Höhepunkt der Reihe. Der achte Teil verzichtete 1994 überraschend auf viele liebgewonnene Elemente, unter anderem spielte er nur noch auf einer einzigen Insel statt auf einem ganzen Planeten; während die Story nun sehr viel oberflächlicher war, wurde die Grafik erneut verbessert. Trotzdem stieß das unter Zeitdruck und unfertig veröffentlichte Spiel bei den Fans der Serie nur auf eine verhaltene Reaktion, was unter anderem auch an der Integration von frustrierenden Geschicklichkeitselementen, an zahlreichen Programmierfehlern und der simplen Story lag. 
Der neunte und letzte Teil der Reihe, erstmals mit damals moderner und realitätsnaher 3D-Grafik, wurde fünf Jahre lang angekündigt und war heiß erwartet worden; das 1999 veröffentlichte Ergebnis enttäuschte aber insbesondere durch zahllose Fehler und Programmabstürze und eine erneut wenig tiefgängige Handlung.
Viele Fans glauben, dass sich Richard Garriott nicht gegen die Wünsche des EA-Managements habe durchsetzen können – aus ihrer Sicht zum Schaden des Spiels, das in früheren Entwicklungsstadien stark an ein grafisch optimiertes Ultima VII erinnert hatte. Zwar fand Ultima IX auch einige neue Fans. Dennoch wurde die Entwicklung des geplanten Ultima X noch vor der Veröffentlichung abgebrochen.

## Chronologie

### TrilogieAge of Darkness
- 1981 Ultima (1986 neu aufgelegt als Ultima I: The First Age of Darkness)
- 1982 Ultima II: Revenge of the Enchantress
- 1983 Ultima III: Exodus

### TrilogieAge of Enlightenment
- 1985 Ultima IV: Quest of the Avatar
- 1988 Ultima V: Warriors of Destiny
- 1990 Ultima VI: The False Prophet

### TrilogieAge of Armageddon
- 1992 Ultima VII: The Black Gate (deutscher Titel: Die Schwarze Pforte)
  - 1993 Ultima VII: Forge of Virtue (Zusatz-Szenario)
- 1993 Ultima VII Teil 2: Serpent Isle¹
  - 1993 Ultima VII Teil 2: Silver Seed (Zusatz-Szenario)
- 1994 Ultima VIII: Pagan
- 1999 Ultima IX: Ascension

¹ Erhielt keine neue Nummer, da es fast dieselbe Engine wie Black Gate verwendete.
Ultima I bis IX haben mehr oder weniger einen Handlungsstrang gemeinsam; ab Teil IV wird auch eine mehr oder weniger gleich bleibende Weltkarte verwendet (Ausnahme: Ultima VII Teil 2 und Ultima VIII, die in anderen Welten spielen).
Das besondere an den Erstauflagen der Spiele war auch der Lieferumfang. Neben den Datenträgern und den relativ aufwändig gestalteten Handbüchern lag ab Teil IV immer irgendein spielbezogenes Gimmick, z. B. ein Moonstone oder eine Münze in der Packung. Die auf Stoff gedruckten Karten der jeweiligen Spielwelt, die bereits ab Teil II existieren, sind heute noch ein gesuchtes Sammelstück unter Fans. In den späteren Auflagen der jeweiligen Spiele fielen die Zusätze weg und die Karten waren aus Papier oder ausschließlich auf CD gespeichert vorhanden.
Ab Teil VI trat an die Stelle der alten, sehr symbolhaften Grafik ein immer aufwändigeres optisches Erscheinungsbild, das bezüglich der Grafikkarte und seit Ultima VII auch von Speicherausstattung und CPU-Leistung her nach High-End-PCs der jeweiligen Zeit verlangte, um spielbar zu bleiben.
Bei Ultima I und II sowie VIII und IX führt der Spieler einen einzelnen Charakter, bei Ultima III bis VII eine Gruppe von Charakteren (Party). Bei Ultima IV kam das Element der „Tugenden“ hinzu. Aufgabe war es in diesem Teil vor allem, durch seine Handlungen ein Meister aller Tugenden zu werden.
Für Ultima VIII wurde eine Erweiterung namens The Lost Vale produziert und vollkommen fertiggestellt, jedoch dann aufgrund der enttäuschenden Verkaufszahlen von Ultima VIII nie in den Handel gebracht. Im Oktober 2005 ist ein originales Exemplar einer fertigen Verkaufsbox (jedoch ohne Inhalt) von The Lost Vale in einer Auktion für 1.923 US-Dollar verkauft worden. Laut einem der damaligen Designer der Erweiterung ist aufgrund seinerzeit fehlender Backup-Richtlinien bei Origin vermutlich keine Kopie der Daten erhalten geblieben. Es sind jedoch Designdokumente erhalten geblieben, die unter anderem die Handlung des Add-ons dokumentieren.

### Vorläufer und Ableger
- 1980 Akalabeth („Ultima 0“, relativ simples Spiel, das anstelle einer eigentlichen Handlung nur das Erforschen von Dungeons und Kämpfe darin kennt. In jedem Spiel neue, zufällig erzeugte Landkarten. Keine Speichermöglichkeit.)
- 1983 Ultima: Escape from Mt. Drash war ein simples Labyrinthspiel für den VC-20, das von Sierra On-Line entwickelt und veröffentlicht wurde.[5]

Zwei Rollenspiele mit leicht verbesserter Ultima-VI-Engine und „Nicht-Standard“-Szenarien:
- 1990 Worlds of Ultima: Savage Empire (Szenario: Eingeborenenkulturen in einem durch Fantasy-Elemente angereicherten tropischen Regenwald)
- 1991 Ultima: Worlds of Adventure 2: Martian Dreams (Szenario: Jules-Verne-artige Marsreise im späten 19. Jahrhundert)

Zwei frühe „First-Person“-3D-Spiele mit voller Bewegungsfreiheit (noch vor Doom):
- 1992 Ultima Underworld: The Stygian Abyss (nur lose mit der Hauptserie verbunden)
- 1993 Ultima Underworld 2: Labyrinth of Worlds (voller Bestandteil des Handlungsstranges, zwischen den beiden Ultima VII-Teilen angesiedelt).

Weiteres:
- 1985 Ultimore (4 oder 5 inoffizielle Mods für Ultima III)
- 1997 begann die Ultima-Online-Serie, ein Massively Multiplayer Online Role-Playing Game basierend auf der Welt von Ultima. Dieses stellt einen Wendepunkt in der Geschichte der Massen-Onlinespiele allgemein dar, denn mit ihm verließen sie das Nischendasein. Ultima Online wurde zum kommerziellen Vorbild für viele andere Spiele. Obwohl die Spielgrafik mit diesen Konkurrenten später nicht mehr mithalten konnte, war Ultima Online über alle Maßen beliebt und hielt sich sehr gut auf dem Markt bis zum Start von World of Warcraft Ende 2004, welches seither unangefochten den Markt aller Massen-Onlinespiele dominiert. Trotzdem wird Ultima Online bis heute weitergeführt.
- 2010–2014 Lord of Ultima, ein Browserspiel von Electronic Arts und Phenomic, das nach dem Untergang von Sosaria spielt. Das Spiel wurde am 12. Mai 2014 eingestellt.[6]
- 2013 Ultima Forever: Quest for the Avatar
- 2018 Underworld Ascendant

## Allgemeine Konzepte
Die ersten drei Teile sind „normale“ Fantasy-Rollenspiele, vom Typ Hack and Slay, deren Mechanismen grob an Dungeons & Dragons angelehnt sind, weswegen auch Akalabeth als Vorläufer der Ultima-Serie gesehen wird. Es muss jeweils ein mächtiger Endgegner gefunden und besiegt werden, zuvor muss man sich die nötigen Voraussetzungen „erarbeiten“.
Dabei nimmt die Bedeutung des reinen Kampfes von Teil zu Teil ab, während Adventure-Elemente wie Rätsel und der Einsatz bestimmter Gegenstände immer wichtiger werden. In Teil III findet kein physischer Endkampf mehr statt. Diese drei Spiele haben neben dem grundlegenden Fantasy-Setting auch Science-Fiction-Elemente, die allerdings von Spiel zu Spiel weniger bedeutsam werden.
Die Vorgehensweise in den ersten drei Spielen ist rein Zweckdienlich: zur Erreichung des Endziels darf (und muss teilweise) auch die „Zivilbevölkerung“ der Spielwelt angegriffen, getötet, beraubt, bestohlen und bestochen werden. Als „Strafe“ hat der Spieler hierfür maximal Kämpfe mit wütenden Wachen zu überstehen. Diese haben jedoch ein kurzes Gedächtnis: nach dem Verlassen der jeweiligen Örtlichkeit (Stadt, Dorf, Burg etc.) in der Spielwelt durch den Spieler ist ihre Feindseligkeit beendet, auch wenn der Ort danach sofort wieder betreten wird.

### Die Tugenden

Das Codex-Symbol in der Serie, mit Tugenden und Prinzipien.

Ab Ultima IV kommt ein moralisches Element hinzu, d. h., um strahlender Held und Vorbild, Avatar, zu werden, müssen Verdienste in den acht Tugenden (virtues) erworben werden. Ab diesem Spiel gibt es auch „versteckte“ Belohnungen und Strafen in der Form, dass der Charakter quasi negatives Karma für böse Taten wie Stehlen, positives Karma für gute Taten wie Geld- und Blutspenden erhält. Dieses wirkt sich je nach Spiel in verschiedener Weise auf den Handlungsverlauf aus: In Ultima IV verhindert negatives Karma direkt das Erreichen des Spielzieles, später hat es eher indirekte negative Effekte, wie Verlangsamung oder Umkehrung des Level-Aufstieges und feindliche Reaktionen durch Nicht-Spieler-Charaktere.
Die Tugenden sind nach den drei Grundprinzipien Wahrheit (Truth), Liebe (Love) und Mut (Courage) organisiert:
| Prinzip                                       | Tugend (Virtue)              | Zugehörige Stadt          |      |
| Wahrheit (Truth)                              | Ehrlichkeit (Honesty)        | Moonglow                  | ahm  |
| Liebe (Love)                                  | Mitleid (Compassion)         | Britain                   | mu   |
| Mut (Courage)                                 | Tapferkeit (Valour)          | Jhelom / Valoria*         | ra   |
| Wahrheit (Truth), Liebe (Love)                | Gerechtigkeit (Justice)      | Yew                       | beh  |
| Liebe (Love), Mut (Courage)                   | Aufopferung (Sacrifice)      | Minoc                     | cah  |
| Wahrheit (Truth), Mut (Courage)               | Ehre (Honour)                | Trinsic                   | summ |
| Wahrheit (Truth), Liebe (Love), Mut (Courage) | Spiritualität (Spirituality) | Skara Brae                | om   |
|                                               | Demut (Humility)             | Magincia / New Magincia** | lum  |

* In Ultima IX: Ascension ist Valoria die Stadt der Tapferkeit.
** Magincia ist in Ultima IV eine einst der Anti-Tugend „Stolz“ gewidmete und darum zur Ruine verfallene Stadt, ab Ultima V als New Magincia neu gegründet und der Demut gewidmet.
Den Ursprung dieser Ideen kann man einerseits im mittelalterlichen Ritter-Ideal sehen (allerdings enthält Ultima kein ausdrückliches Christentum), andererseits flossen aber auch Ideen aus dem Film Der Zauberer von Oz, des Buddhismus (Vier edle Wahrheiten, Achtfacher Pfad) und Produkten der modernen Popkultur ein.
In den späteren Teilen finden sich noch zwei im Grundprinzip ähnliche, aber inhaltlich abweichende Wertesysteme: die Tugenden der Gargoyles in Ultima VI und die Prinzipien der Ophidians in Ultima VII Teil 2.

### Soziale Thematiken
Ab Ultima V wurden auch ernstere gesellschaftliche Phänomene spielerisch thematisiert: Moralischer Fundamentalismus und Diktatur in Ultima V, Fremdenhass und der Konflikt zwischen verschiedenen Kulturen in Ultima VI, Sektentum in Ultima VII, welche Zwecke welche Mittel rechtfertigen in Ultima VIII.

## Rezeption
Das US-Magazin Computer Gaming World bezeichnete Ultima I als „eines der besten Computer-Fantasy-Rollenspiele“ der damaligen Zeit, kritisierte aber einen Bug beim Wiederbeleben des Spielcharakters sowie eine unzureichende Dokumentation. Laut Matt Barton war es zudem das Spiel, welches das „Silberne Zeitalter“ der Computerrollenspiele einläutete und viele Konventionen des Genres mitprägte. Ultima III wird teilweise als das erste „moderne“ Computerrollenspiel betrachtet und gilt als Vorbild für die JRPG-Reihen Final Fantasy und Dragon Quest.
Ultima IV wurde von Computer Gaming World 1996 in der Liste „150 Best Games of All Time“ auf Platz 2 gesetzt.
Das Magazin 64’er zeichnete Ultima V in seiner Retrospektive Spiele '88 als „Besten Nachfolger“ aus. Die 64’er lobte außerdem die „liebenswerten Details“ der Spieleserie und befand, dass Computer-Rollenspiele „ohne die Ultima-Reihe (...) nicht denkbar“ wären.